# Сателіт (острів)
Острів Сателіт являє собою піщаний острів поблизу західного узбережжя острова Великий Південний в районі Південного мосту (0,9 га, 50.398310, 30.588448) в межах Голосіївського району м. Києва.

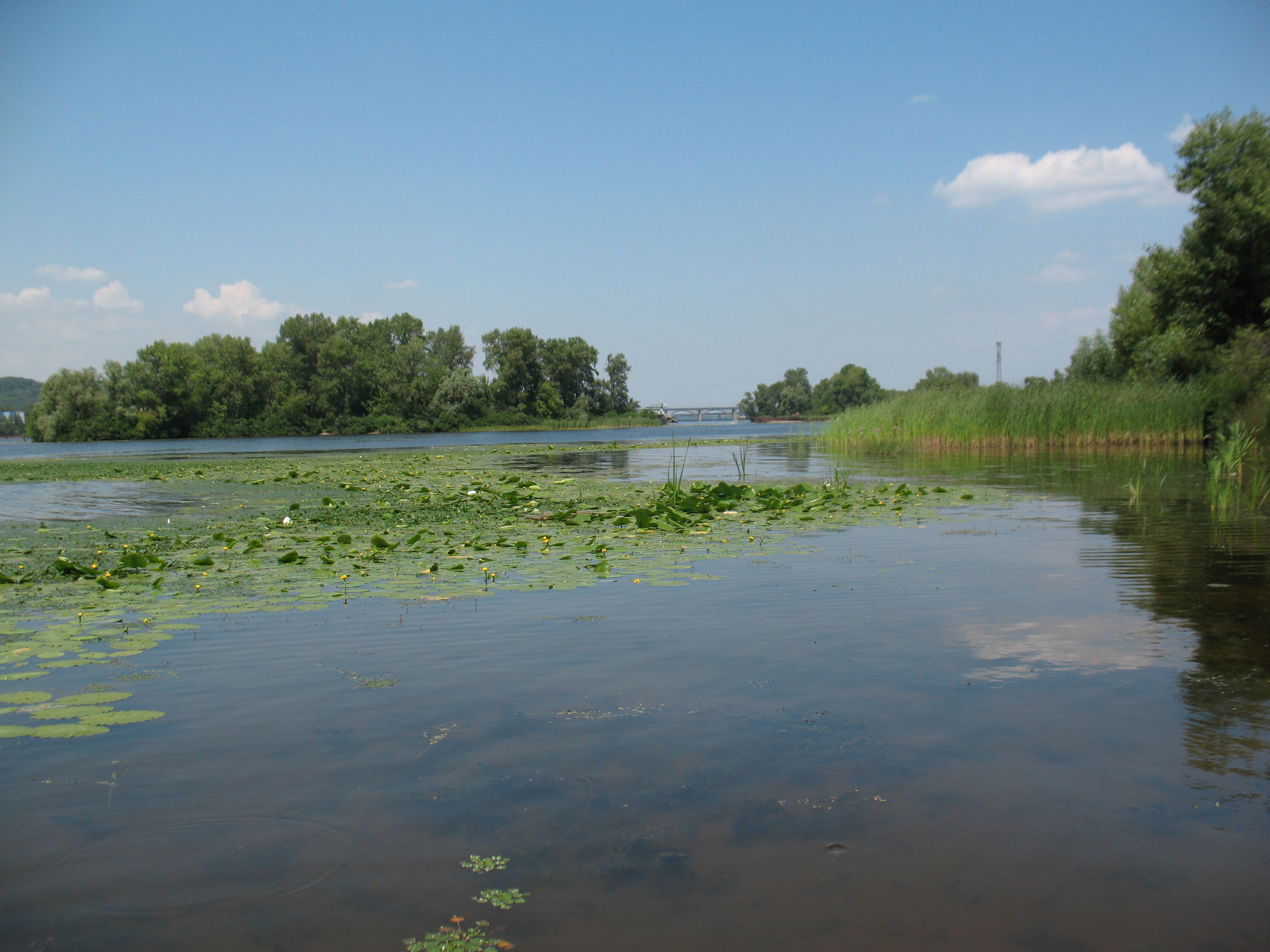
Острів Сателіт поблизу острова Великий Південний у Києві. Фото 2011 р.

## Природна цінність
Острів Сателіт являє собою підвищений піщаний острів майже суцільно вкритий заплавним лісом з тополі чорної (Populus nigra), клена американського (Acer negundo), в'язу гладенького (Ulmus laevis), ясена звичайного (Fraxinus excelsior), яблуні (Malus domestica), абрикоси (Armeniaca vulgaris) та сливи (Prunus domestica). В ярусі чагарників зростають шипшина собача (Rosa canina), глід кривочашечковий (Crataegus rhipidophylla), свидина криваво-червона (Swida sanguinea), аморфа кущова (Amorpha fruticosa), клен гостролистий (Acer platanoides), калина звичайна (Viburnum opulus), бирючина звичайна (Ligustrum vulgare) та горобина проміжна (Sorbus intermedia) та ожина сиза (Rubus caesius). Тут також трапляються ліани здичавілий виноград (Vitis vinifera), дівочий виноград п'ятилисточковий (Parthenocissus inserta) та інтродукований на цьому острові лимонник китайський (Schizandra chinensis). На корі осокорів зростають лишайники: ксанторія настінна (Xanthoria parietina) та фісція сиза (Physcia caesia). На відмираючих деревах зустрічається трутовик сірчано-жовтий (Laetiporus sulphureus). На гілках дерев зустрічається омела (Viscum album).
В підліску зростають вербозілля звичайне (Lysimachia vulgaris) та лучне (L. nummularia), подорожник великий (Plantago major), жовтець повзучий (Ranunculus repens), витка гречка берізкова (Fallopia convolvulus), оман верболистий (Inula salicina), фіалка шорстка (Viola hirta), кінський часник черешковий (Alliaria petiolata), осока шорстковолосиста (Carex hirta), хвилівник звичайний (Aristolochia clamatitis), ранник вузлуватий (Scrophularia nodosa), розхідник звичайний (Glechoma hederacea), злинка канадська (Conyza canadensis), холодок лікарський (Asparagus officianalis), дутень ягідний (Cucubalus baccifer), герань робертова (Geranium robertianum), підмаренник болотний (Galium palustre), хвощ польовий (Equisetum arvense), бугила лісова (Anthriscus sylvestris), тонконіг стиснутий (Poa compressa), а також конвалія звичайна (Convallaria majalis), яка охороняється на території Києва рішенням Київради № 219/940 від 29.06.2000 р. В полозі заплавного лісу трапляються гриби: хрящ-молочник справжній (Lactarius resimus) та зірковик потрійний (Geastrum triplex).
На виходах пісків трапляються фрагменти заростей верби гостролистої (Salix acutifolia), з травами: куничником сірим (Calamagrostis canescens), заячою капустою звичайною (Sedum maximum) та шестирядною (Sedum sexangulare), кременою несправжньою (Petasites spurius) та житом лісовим (Secale sylvestre).
По краю острова розвинена болотяна та прибережно-водна рослинність за участі череди листяної (Bidens frondosa), вовконога європейського (Lycopus europaeus), ситника сплюснутого (Juncus compressus), рогозу широколистого (Typha latifolia), та водна рослинність представлена угрупованням елодеї канадської (Elodea canadensis), водяного горіха плаваючого, який включено до Червоної книги України (2009а), глечиків жовтих та їжачої голівки прямої, що охороняються на території Києва рішенням Київради 23.12.2004 р. за № 880/2290 (Перелік рослин та тварин…), а також ряски малої (Lemna minor) та завитки ряснокореневої (Spirodela polyrrhiza). На вологих пісках в прибійній зоні поширені куртини красивомошки загостреної (Calliergonella cuspidata).
Таким чином, у випадку острова Сателіт наявні угруповання, які охороняються Додатком 1 до Резолюції № 4 Бернської конвенції та Оселищною Директивою Європейського союзу: фрагменти тополевих запалвних лісів, псамофітних комплексів та водна рослинність.
На піщаних відмілинах біля острова звичайною є перлівниця звичайна (Unio pictorum).
Острів — частина пролітного Дніпровського екологічного коридору мігруючих птахів має значення як місце зупинок включеного до Червоної книги України (2009b) кулика-сороки (Haemantopus ostralegus), який харчується на піщаних мілинах вздовж острова. На мілинах також харчуються або відпочивають крячок річковий (Sterna hirundo), чепура велика біла (Egretta alba), мартини звичайний (Chroicocephalus ridibundus) та жовтногий (Larus cachinnans), чапля сіра (Ardea cinerea) та крижень (Anas platyrhynchos).

## Загорози
Неконтрольвана рекреація, проведення масових заходів, забор піску для гідронамиву та виробництва цементу.

## Охорона
Острів Сателіт увійшов під номером 14 до заповідної зони регіонального ландшафтного парку «Дніпровські острови». Пропонується також додатково створити ландшафтний заказник місцевого значення «Острів Великий Південний». В перспективі острів має увійти до заповідної зони проектованого Національного природного парку «Дніпровські острови»